# Trichura ribbei
Trichura ribbei là một loài bướm đêm thuộc phân họ Arctiinae, họ Erebidae.